# Лимбург на Лани
Лимбург на Лани (њем. Limburg an der Lahn) општина је у њемачкој савезној држави Хесен. Једно је од 19 општинских средишта округа Лимбург-Вајлбург. Према процјени из 2010. у општини је живјело 33.504 становника.

## Историја
По први пут помиње се као Линтпурк 910. када је Лудвиг Дете дао Конраду Курцболду дао ту посед да изгради цркву. Ту је 1150. изграђен дрвени мост, који је омогућио краћи пут између Франкфурта и Келна. Нешто касније ту је изграђен замак, а 1214. добио је статус града.
Град је назадовао у 14. веку, а 1420. град је припао кнезу изборнику Трира.

## Географски и демографски подаци
Лимбург на Лану се налази у савезној држави Хесен у округу Лимбург-Вајлбург. Општина се налази на надморској висини од 117 метара. Површина општине износи 45,2 km². У самом мјесту је, према процјени из 2010. године, живјело 33.504 становника. Просјечна густина становништва износи 742 становника/km². Посједује регионалну шифру (AGS) 6533009.

## Међународна сарадња
| Мјесто    | Држава               | Врста сарадње | Од    |
| --------- | -------------------- | ------------- | ----- |
| Личфилд   | Уједињено Краљевство | партнерство   | 1992. |
|           | Француска            | партнерство   | 1967. |
| Ауденбург | Белгија              | партнерство   | 1972. |
| Извор     |                      |               |       |